# Hermandad del Prendimiento de Jesús Cautivo y María Santísima. de la Salud (Ciudad Real)
La Hermandad de Jesús Cautivo en su Prendimiento y María Santísima de la Salud procesiona el Domingo de Ramos por la tarde por las calles de Ciudad Real.

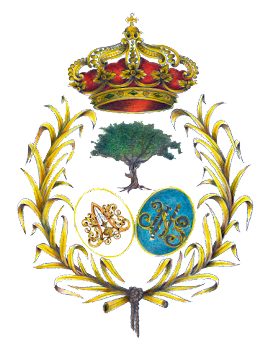
Escudo de la Hermandad del Prendimiento de Ciudad Real

## Historia
Es la más joven de las Hermandades de Ciudad Real, fundada el 29 de mayo de 1999 aprobada el 30 de julio por el Obispado. Hizo estación de penitencia la tarde del Domingo de Ramos por primera vez en el año 2000 con un humilde paso y con la Imagen de Jesús Cautivo sola en un monte de claveles. Los candelabros de guardabrisas fueron prestados por la Hermandad Trinitaria del Cautivo y Rescatado del Polígono de San Pablo de Sevilla. Desgraciadamente la presencia de la lluvia obligó a la hermandad a volverse en esta primera salida penitencial. 

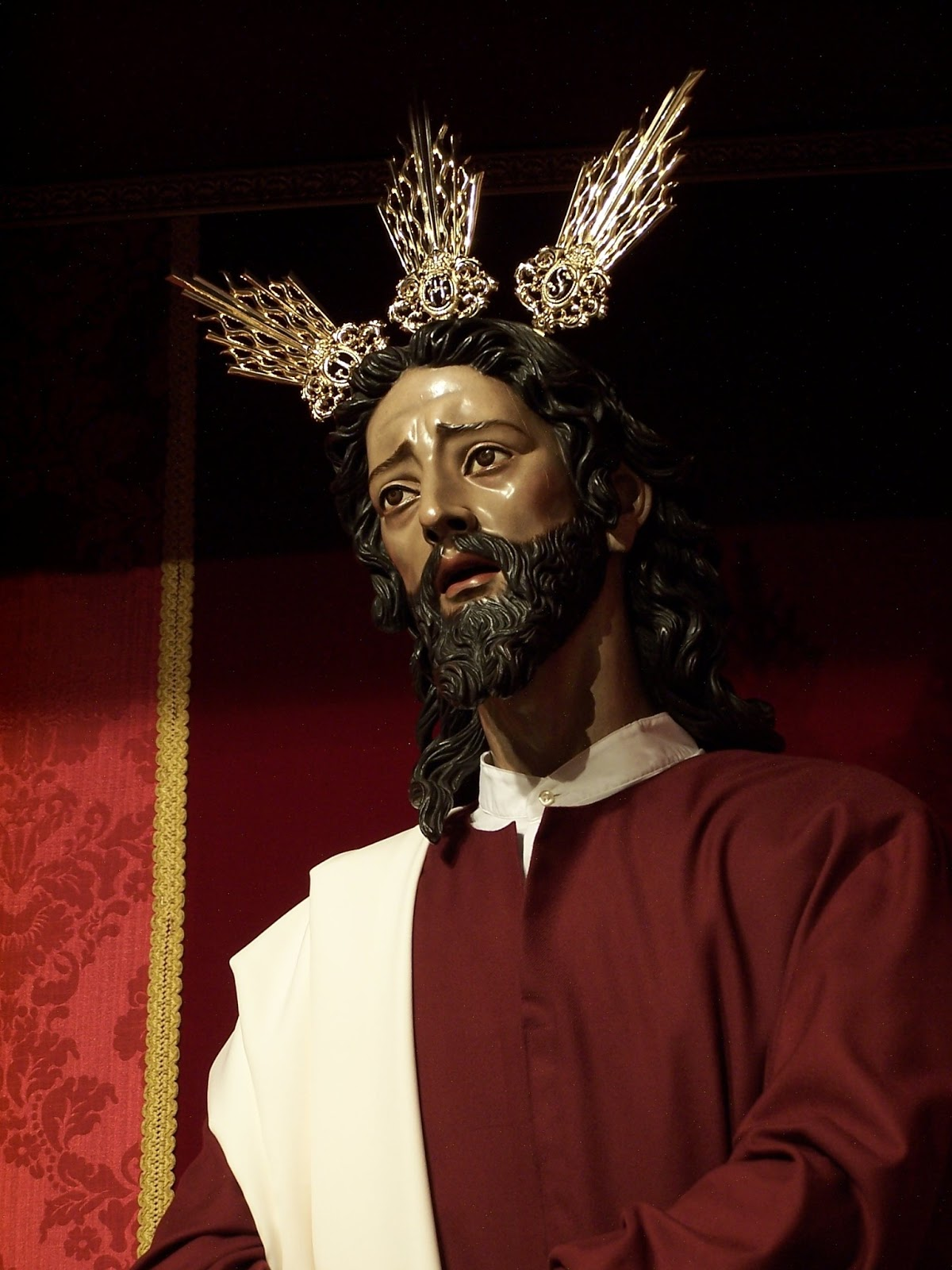
Nuestro Padre Jesús Cautivo en su Prendimiento

El paso del Señor representa el prendimiento de Jesús en el Huerto de Getsemaní. Está formado en la actualidad por la imagen del Señor, y el resto del misterio que lo componen un romano y un sayón en la delantera junto al Señor, San Juan Evangelista y San Pedro Apóstol tras ellos y en la parte posterior del paso podemos ver a Judas, con la bolsa de las 30 monedas, tras haber traicionado a Jesús. Todas las imágenes son obra de Miguel Ángel González Jurado. El paso se porta a costal por 42 hermanos. 
El palio de María Santísima de la Salud procesionó por primera vez en la Semana Santa de 2017.

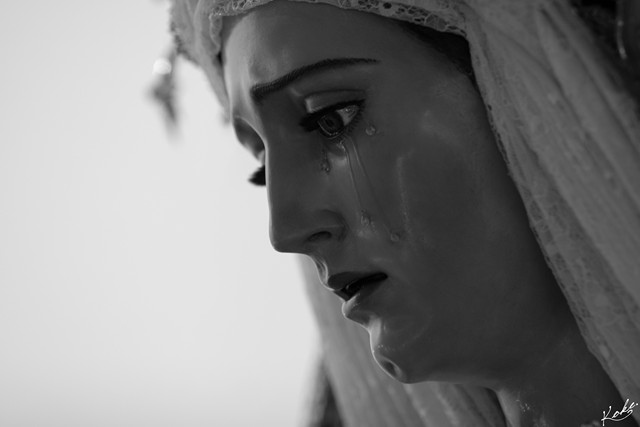
María Santísima de la Salud

Los Titulares de la Hermandad reciben culto en la Parroquia Nuestra Señora de los Ángeles, en el barrio de Los Ángeles (Ciudad Real).

## Titulares
- Jesús Cautivo en su Prendimiento. Bendecido el 19 de febrero de 2000, es obra de Miguel Ángel González Jurado.

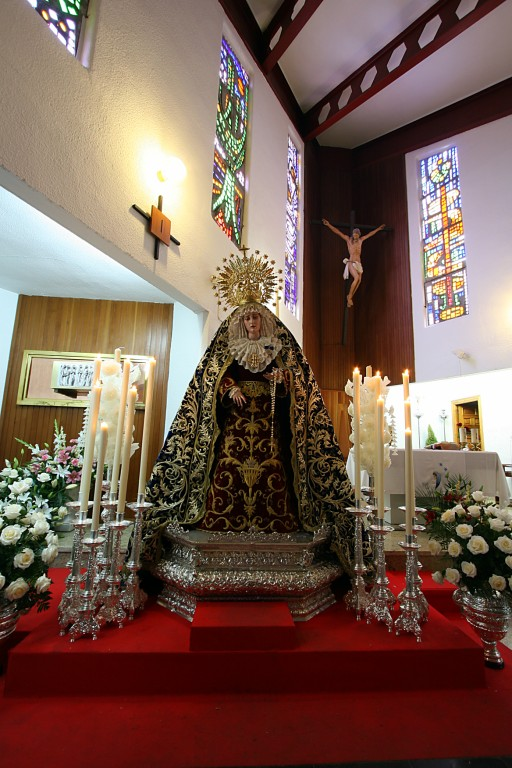
Bendición de María Santísima de la Salud (2010)

- María Santísima de la Salud. Bendecida el 20 de noviembre de 2010, es obra de Antonio J. Dubé de Luque.                         Como curiosidad, en mayo de 2013, durante sus cultos, fue nombrada Patrona de los Donantes de Órganos y Trasplantados de Ciudad Real, gracias a la petición de la Coordinación de Trasplantes del Hospital General de Ciudad Real y ALCER.

## Cultos
Cultos internos de la hermandad:
- Triduo y Función Principal en Honor a Jesús Cautivo

El segundo domingo de Cuaresma se celebra la Función Principal de la Hermandad precedido del triduo en su honor. Durante la Función Principal, se realiza la protestación de fe y jura de reglas de los nuevos hermanos y al finalizar se realiza el besapié al Señor.
- Triduo en honor a Maria Santísima de la Salud                                                             Se celebra a últimos de mayo, terminando con la Solemne Función y Besamanos a la virgen.

- Misa de Aniversario

En el mes de julio se celebra una Misa recordando la Fundación de la Hermandad.
- Misa Mensual

Todos los primeros sábados de mes se celebra misa de Hermandad.
- Misa de Difuntos. El Primer sábado del mes de noviembre se celebra una misa por los hermanos fallecidos de la corporación estando presidida por la imagen de María Santísima de la Salud en el presbiterio de la parroquia ataviada con el terno de luto.

La Hermandad celebra estos cultos externos:
- Salida penitencial del Domingo de Ramos saliendo de su sede canónica y llegando a la carrera oficial en la plaza mayor hasta el Camarín de la Virgen del Prado. Ya de vuelta, se pasan por lugares tan característicos como el Pasaje de la Merced, Iglesia de San Pedro, y las calles del barrio de Los Ángeles, hasta la entrada de nuevo en la iglesia.
- Traslado al Paso de Jesús Cautivo         Se celebra el Viernes de Dolores y se traslada en andas portado por hermanas de la hermandad, desde el interior de la Parroquia hasta el guardapasos de la hermandad, que se encuentra en la Plaza de Jesús Cautivo. Durante el traslado, Se realizan lecturas y en años especiales se reza el Santo Vía Crucis, como ya ocurrió en el décimo aniversario de fundación o en el Año de la Fe.
- Rosario de la Aurora con María Santísima de la Salud                                                  por las calles del barrio de los Ángeles. La virgen sale en andas y se realiza en el mes de mayo el VI Domingo de Pascua, conocido como la Pascua del Enfermo.

## Túnica de Nazareno
De sarga color blanco con capillo, fajín y escapulario de color azul pavo real. Lleva bordado en el capillo el escudo de la Hermandad sobre círculo de fondo blanco.
El calzado se compone de sandalia negra y calcetines blancos. Los hermanos no llevan guantes ni joyas y como atributo portan un cirio azul.

## Escultores
Tanto la Imagen de Jesús Cautivo como del misterio son obra de Miguel Ángel González Jurado, cordobés nacido en Sttutgart (Alemania), sin antecedentes artísticos en la familia. Realizó estudio de Artes y Oficios y, durante cuatro años, trabajó en el taller del escultor Álvarez Duarte en Sevilla. Gran parte de sus obras se encuentran en Córdoba, misterios como el de la Sagrada Cena, misterio de la Redención de la Hermandad de la Estrella, el Descendimiento o el de la Sentencia, entre otros.
Actualmente, sin dejar la imaginería, está preparando obras para introducirse en el circuito de galerías de arte, con una obra de temática general donde trata de unir la técnica tradicional, aprendida a lo largo de los años, con un concepto de obra moderna. 
Antonio J. Dubé de Luque fue el encargado de realizar la imagen de María Santísima de la Salud. 

## Cofradía
Se divide en cuatro tramos de nazarenos del paso de misterio y cinco tramos en el paso de palio, por las siguientes insignias: 
- Cruz de Guía escoltada por faroles.
- Senatus.
- Estandarte de Cristo.
- Libro de Reglas.
- Presidencia.
- Bocinas.
- Acólitos.
- Paso de Misterio.
- Cruz Parroquial escoltada por ciriales.
- Banderín del Grupo Joven.
- Bandera de Paso.
- Estandarte de la Virgen.
- Guion Corporativo.
- Presidencia de la Virgen.
- Acólitos.
- Paso de Palio. Nazarenos

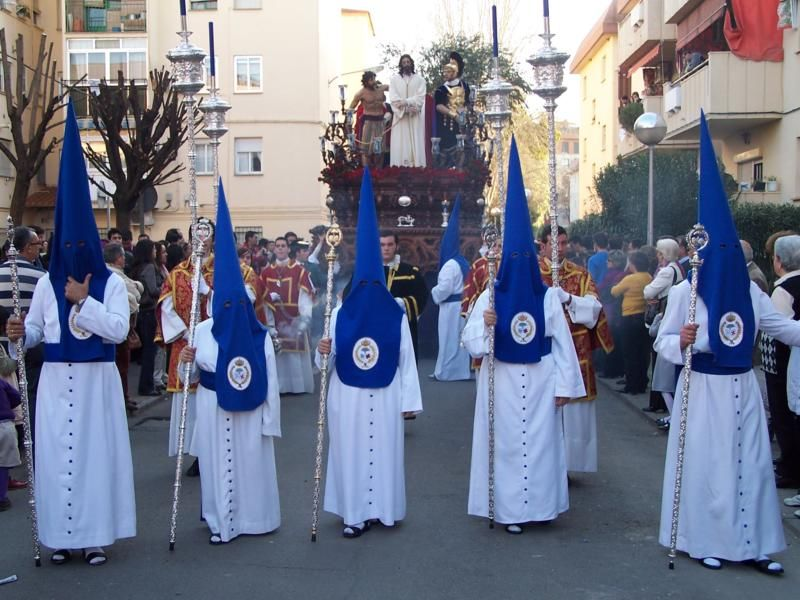
Nazarenos

Desde el año 2007 escoltan el paso varios miembros de la Guardia Civil. 
Acompaña musicalmente al paso de miesterio la Agrupación Musical Santo Tomás de Villanueva y al paso de palio la Agrupación Musical Santa Cecilia de Calzada de Calatrava. 

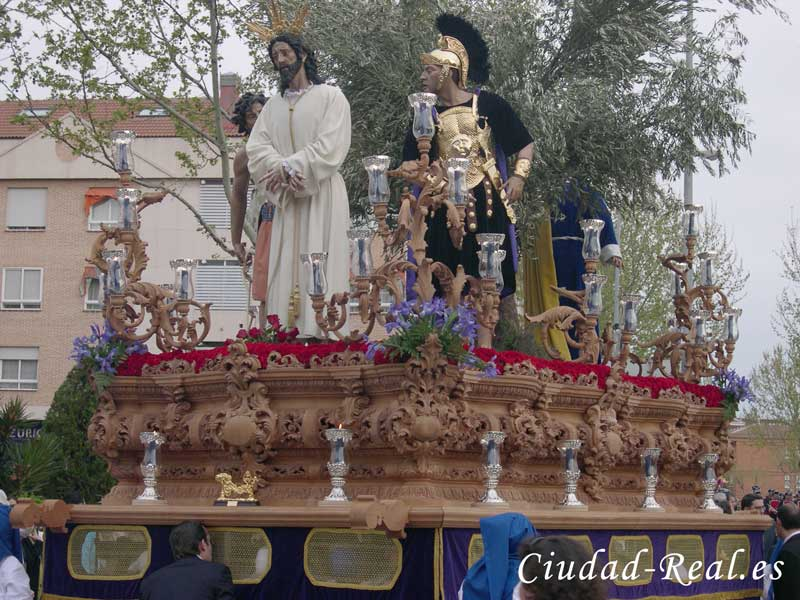
El Paso de Jesús Cautivo, aún por acabar.

## Paso de misterio
El paso de misterio de la Hermandad del Prendimiento. La obra se comenzó en el año 2002 y los trabajos de carpintería y talla han sido realizados en los Talleres de Santa Águeda de Córdoba.
La maderas utilizadas es Cedro y sus dimensiones generales del son 4,20 de largo por 2,50 de ancho se compone de candelabros, canasto y respiraderos.

Candelabros:
Los Candelabros (2001) guardan los movimientos barrocos típica de las escuela andaluza, están realizados sobre armazón de hierro y madera de cedro.
Los hay de dos tipos: esquinero compuesto de siete luces, y centrales de tres luces. El reparto de las mismas, está estudiado para proporcionar la máxima luminosidad a las imágenes.

Canasto:
El Canasto o segundo cuerpo del paso, es un elemento compuesto por líneas sinuosas pero a su vez guardando una tenue suavidad en ellas para conseguir restarle el menor espacio, a las imágenes del misterio. La sección del canasto tiene forma de copa, a lo largo del mismo están distribuidas diferentes cartelas; grandes, en sus cuatro ejes.
Las esquinas son redondas y están abrazadas por una cartela que acoge el canasto en toda su altitud. También posee en los laterales dos comodillas salientes, en las que se encajan otras cuatro cartelas, cuya función es dar realce y sinuosidad a estos salientes.
Este canasto en su totalidad comprende un plinto liso de arranque, siguiéndole un cuarto bocel el cual se encuentra tallado con el gallón de la vida y la muerte. A continuación lleva una media caña que sirve de división entre el bombo y las molduras de soporte; estando totalmente revestido de una voluminosa ornamentación barroca en la totalidad, le sigue otra media caña y un cuerpo con perfil en forma de copa, todo esto posee su correspondiente ornamentación.
Destacables son los detalles con que el artista rinde homenaje a la hermandad situando elementos identificativos de esta, como son los ramos de olivo en las diferentes cartelas.
Remata el canasto una crestería continua rota a la llegada de esta a las cartelas centrales y de esquina.
Tanto el canasto como el respiradero poseen elementos comunes para guardar así la consonancia y el equilibrio entre ambos.

Respiraderos:
El respiradero se trata de una pieza de gran envergadura, de aproximadamente un metro de caída en las zonas máximas. Con una cartela central enmarcando el escudo de la Hermandad se remata con un penacho con doble voluta que abraza al moldurón en su vuelo.
El respiradero se encuentra compuesto en gran parte por un conjunto de molduras que enmarcan la talla y definen a su vez la línea y arquitectura del mismo, el fin de estas molduras es provocar un mayor efecto visual en todo el entramado, enriqueciendo a su vez la grandiosidad y monumentalidad de la pieza en conjunto.
A lo largo de este se suceden doce cartelas de menor dimensión y que enmarcan las cabezas de alto relieve de querubines o ángeles en homenaje al barrio donde esta encalvada la Hermandad. También existen otras cuatro de mayor tamaño que cierran las esquinas del paso creando un efecto continuo de las formas curvas y desapareciendo las líneas rectas o de división.
El moldurón del paso o baguetón es una pieza tallada con una ornamentación repetitiva y calada en su totalidad, consiguiendo claroscuros oportunos que ensalzan la belleza, que en él se quiere lograr. Como remate en la parte delantera y trasera lleva cuatro maniguetas talladas con formas vegetales barrocas caladas.

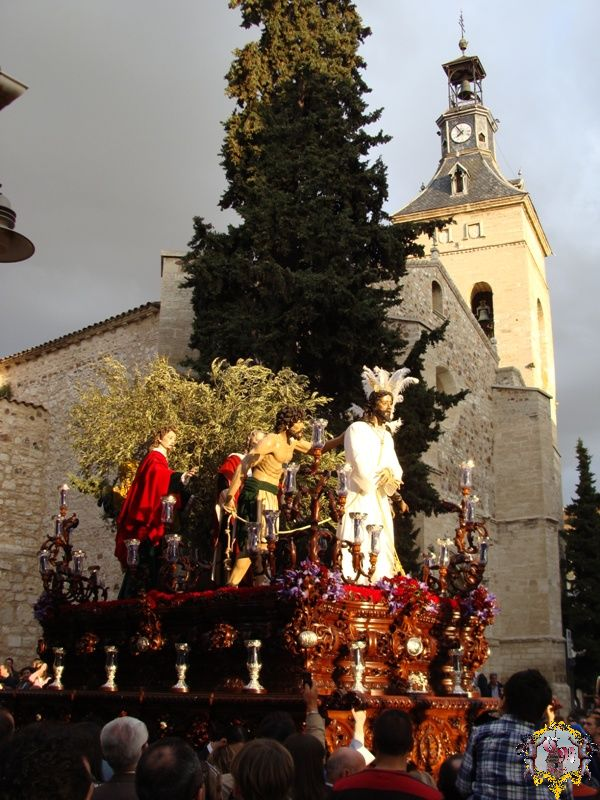
Prendimiento2012

El resultado final se ha podido admirar en el año 2009, cuando el trabajo ha concluido con el tintado y barnizado del paso, una gran obra que apunta a un paso de misterio de carácter monumental en su totalidad, otorgándole a su vez todo el protagonismo que merece el grupo escultórico del Prendimiento y sobre todo la imagen de Jesús Cautivo.
El capataz del paso de misterio, es Jesús Muñoz Torija y sus auxiliares.